# Де Мот, Эмиль
Эмиль Андре Жан де Мот (фр. Émile De Mot; 20 октября 1835,
Антверпен — 23 ноября 1909, Брюссель, Бельгия) — бельгийский либеральным политик, государственный деятель. Бургомистр Брюсселя (16 декабря 1899 — 24 декабря 1909), юрист, сенатор Бельгии (1900—1909), олдермен.
Родился в семье банкира Жана Де Мота, основателя Галереи Святого Губерта. Был успешным юристом. Входил в число наиболее приближённых лиц короля Бельгии Леопольда II.